# والتر کورسانینی
والتر کورسانینی (انگلیسی: Walter Corsanini; ۲۵ ژوئیهٔ ۱۹۱۱ – ۸ اکتبر ۱۹۷۸) بازیکن فوتبال اهل ایتالیا بود.
از باشگاه‌هایی که در آن بازی کرده‌است می‌توان به باشگاه فوتبال کرمونزه، باشگاه فوتبال آ.اس. رم، باشگاه فوتبال کوزنتسا کالچو، و باشگاه فوتبال سالرنیتانا اشاره کرد.